# Aucha variegata
Aucha variegata là một loài bướm đêm trong họ Noctuidae.